# Stomatocitosi ereditaria
La stomatocitosi ereditaria è un'entità clinica che comprende una serie di condizioni patologiche, caratterizzate da ereditarietà autosomica dominante, che colpiscono l'eritrocita, in particolare la pompa sodio-potassio. Gli eritrociti subiscono una variazione morfologica per cui vengono definiti stomatociti.

## Fisiopatologia
L'osmosi tende costantemente a far gonfiare e scoppiare gli eritrociti, ma il fenomeno viene contrastato tramite modifiche delle concentrazioni intra ed extracellulari di ioni sodio e potassio. In particolare la pompa Na+/K+ favorisce la fuoriuscita di sodio e l'ingresso di potassio, in un processo che la cellula compensa mediante la diffusione passiva. Nella stomatocitoci ereditaria il flusso passivo è aumentato e il citoplasma tende a iperosmotico, causando il rigonfiamento e la lisi dell'eritrocita e l'instaurarsi di un'anemia emolitica.
Per cause sconosciute, le cellule vengono ad acquisire una morfologia particolare, a forma di bocca (in greco antico stoma).

## Eziologia
La causa di questa condizione ereditaria è stata dimostrata in mutazioni di una proteina di membrana dell'eritrocita, la banda 3.

## Varianti
Sono state identificate diverse varianti:
- La stomatocitosi ereditaria iperidratata (OHSt)
- La stomatocitosi ereditaria deidratata (DHSt) anche chiamata xerocitosi ereditaria (HX)
- La stomatocitosi ereditaria deidratata con ascite perinatale
- La crioidrocitosi
- La pseudoiperkaliemia familiare
- La variante Blackburn

Tuttavia esistono altre varianti non comprese in questa classificazione.

## Trattamento
Non esiste una terapia specifica per la stomatocitosi ereditaria. I pazienti con anemia possono utilizzare acido folico, per via del suo grande consumo nel turnover eritrocitico. Possono rendersi necessarie trasfusioni di sangue durante le crisi, e, nel caso di disordini della coagulazione, di terapia anticoagulante. La splenectomia può, in certi casi, migliorare il quadro anemico.

## In veterinaria
Una forma di stomatocitosi ereditaria è stata osservata nell'Alaskan Malamute e negli Zwergschnauzer.